# Stiphrosoma vittatum
Stiphrosoma vittatum är en tvåvingeart som beskrevs av Rohacek och Barber 2005. Stiphrosoma vittatum ingår i släktet Stiphrosoma och familjen sumpflugor. Inga underarter finns listade i Catalogue of Life.